# 江湖再見
《江湖再見》是1991年台灣電視公司八點檔時裝連續劇，1991年9月23日至1991年11月15日播出，楊佩佩領導楊佩佩工作室製作，劉松仁與首次參與台灣電視劇演出的關詠荷主演，共40集。
本劇是1991年台視仲秋大戲，也是關詠荷是第一次從香港到台灣來打天下。前有趙雅芝、後有陳玉蓮在台灣都有很好的成績，這給了關詠荷相當大的壓力；因此，原本每星期一次固定返回香港工作的關詠荷，特地向楊佩佩工作室銷假，全心全力為戲卯上。
1991年10月9日，湯蘭花首度進攝影棚加入本劇；由於關詠荷被塑造的外型極不搶眼，楊佩佩工作室希望湯蘭花能以亮麗時髦的打扮平衡畫面。

## 劇情簡介
周勝龍 ( 劉松仁飾 ) 與刑俊男 ( 李立群飾 ) 原本在高中時代曾是死黨，勝龍當時因此和俊男的妹妹刑美麗 ( 湯蘭花飾 ) 交往；後遭俊男當時的女友朱燕妮 ( 柯素雲飾 ) 挑撥，勝龍和俊男發生流血衝突，勝龍因而被以《中華民國刑法》傷害罪判刑入獄，從此兩人反目成仇。孰料美麗已未婚懷孕，但勝龍並不知情，美麗在勝龍服刑期間生下了刑過 ( 謝祖武飾 )；刑家為了掩人耳目，假裝把刑過當成刑父正輝 ( 常楓飾 )、刑母張阿萍 ( 盧碧雲飾 ) 的第三個孩子；而生母美麗自然成了刑過的姊姊，俊男成了他的哥哥，也計畫不讓刑過知道真相。之後美麗旅居法國發展服裝設計事業，藉此逃避在台灣的情傷；而身為外婆的張阿萍，始終看刑過不順眼，把他當成刑家的恥辱 ( 因此取名為「刑過」)，不把他當親孫看。就這樣過了 18 年。
常青 ( 關詠荷飾 ) 與母親林寶寶 ( 馬之秦飾 ) 和父母離異、正讀高中的姪女常可喜 ( 張庭飾 ) 一家人搬到某棟公寓來住，恰巧住在刑家的樓下。在搬家期間，因雞毛蒜皮的小事與刑母張阿萍交惡；刑母從此以後對常家沒好臉色，甚至把林寶寶冠上「老妖精」的封號。但俊男與常青一見鍾情，刑過也與可喜有了曖昧情結；他們大小兩對，經常在張阿萍的極力反對下悄悄地往來；而林寶寶很明理，不喜歡與人交惡，也知道刑家是好人家，並不阻止他們交往。
在當年勝龍與俊男發生衝突時把俊男打傷，以傷害罪被判刑入獄，之後便展開了他的江湖生涯。但勝龍本質不壞，是個重情義的江湖人，在黑道上很受敬重，18 年來曾入獄五次。這次出獄之後，勝龍立誓退出江湖，可是自己沒有一技之長，於是開了地下賭場維生，遊走在黑道邊緣；但他持守心中的那把尺，有所為、有所不為，絕不做傷天害理的事。勝龍發現前女友阿秀被黑道角頭猴子 ( 顧寶明飾 ) 搶去做了他的女人，勝龍去教訓了猴子一頓，猴子不敢得罪他。為了息事寧人，猴子把跟他走很近的演藝界明星鳳凰 ( 張媛婷飾 ) 補償給勝龍。勝龍與鳳凰在沒有真正感情的狀態下同居，勝龍始終念念不忘他的初戀情人刑美麗。勝龍偶然間遇到大學聯考失利的少年刑過，刑過實際上是他的親生兒子，但兩人完全不知情。勝龍得知刑過是刑美麗的弟弟 ( 實際上是兒子 )，於是積極向刑過打聽刑美麗的下落，也把刑過當成自己的弟弟一樣照顧，還出錢給刑過補習重考大學；兩人在性情上感到莫名的契合，成了相差二十歲的忘年之交。
俊男繼承父志，臺灣警察專科學校畢業做了警察，在臺北市政府警察局刑事警察大隊服務。俊男得知周勝龍復出、又跟刑過往來密切，於是三番兩次以警察的身份去警告周勝龍不許糾纏刑過，後查抄了他的賭場；兩人又展開了誓不兩立的對峙，刑過夾在中間非常煩惱。
刑過在外婆的歧視下長大，性情人格因此扭曲，變得叛逆、固執，一心想進入黑道賺取大筆的錢，以證明自己有社會地位。俊男屢勸刑過不聽，終於被猴子以身家性命威脅利用，陷在幫派裡無法自拔。俊男深深為此所苦，於是緊急喚回旅居法國的美麗回來……
常青立志走演藝圈，卻始終不得其門而入，她與周勝龍曾在街頭因誤會而相識。周勝龍在賭場被查抄之後，偶然遇到老友「金嗓子唱片公司」老闆崔文正 ( 趙舜飾 )，於是把常青介紹給他。原本不看好常青的崔文正，在勝龍信誓旦旦自願擔任常青唱片專輯的監製之下，讓常青出第一張唱片就奪得排行榜冠軍。常青於是在演藝界嶄露頭角，漸漸走紅，成了明日之星；之後，身為公眾人物的常青與身為警察的男友俊男，在生活上步調不一，因此感情起了變化……
周勝龍積極想找出當年挑撥離間的朱燕妮，以澄清自己的清白，化解周刑二人的仇恨……

## 演員
| 演員   | 角色名          | 角色簡介 |
| 劉松仁 | 周勝龍          | 江湖浪子，但天性善良、重義氣，改邪歸正後擔任唱片製作人兼股東                                                         |
| 關詠荷 | 常 青           | 藝人，林寶寶之女，常可喜之姑姑，最大心願是揚名立萬，唯浮沉娛樂圈十餘年仍鬱鬱不得志，後在勝龍幫助下改頭換面，一炮而紅 |
| 李立群 | 邢俊男          | 刑警，臺北市政府警察局刑事警察大隊大隊長，刑正輝之子，刑過之舅，個性敬業樂群，一絲不苟                               |
| 謝祖武 | 邢 過           | 高中畢業生，刑美麗之子，刑正輝之外孫，刑俊男之外甥，自小就被阿萍打罵不絕，養成其孤僻自卑的性格                       |
| 馬之秦 | 林寶寶          | 家庭主婦，常青之母，常可喜之祖母，年輕時曾墜入風塵，憑其姿色與交際手腕，在黑白兩道都吃得開                           |
| 張庭   | 常可喜          | 高中女生，林寶寶之孫女，常青之姪女，活潑開朗，思想單純                                                               |
| 常楓   | 邢正輝          | 退休刑警，刑俊男之父，刑過之外祖父，為人和藹可親，卻優柔寡斷，畏妻如虎                                               |
| 盧碧雲 | 張阿萍          | 家庭主婦，邢正輝之妻，刑俊男之母，刑過之外祖母，個性固執，心胸狹隘，但卻無害人之心                                   |
| 顧寶明 | 猴 子 ( 綽號 )  | 黑道人物，販毒集團角頭，多疑善妒，野心極大，一心只求向上爬                                                           |
| 趙舜   | 崔文正          | 證券公司經理、金嗓子唱片公司老闆                                                                                     |
| 鄭平君 | 小毛頭 ( 綽號 ) | 刑警，愛在女人叢中打滾，卻在偵查過程中被猴子抓到把柄，被迫當警方內應，最後終遭繩之以法                               |
| 楊澤中 | 洪成才          | 市刑大組長，熱愛工作，頭腦精明，賞罰分明，深得下屬愛戴                                                               |
| 洪麟   | 忍 者 ( 綽號 )  | 刑警，身手幹練、靈活                                                                                                 |
| 林麗卿 | 雷小花          | 女刑警，工作賣力，但不善處理感情                                                                                     |
| 孫若文 | 三 八 ( 綽號 )  | 刑警，平時好管閒事搬弄是非，器量狹小                                                                                 |
| 王念湘 | 藍 波 ( 綽號 )  | 刑警，勇猛幹練，但做事比較呆板，一板一眼，不懂變通                                                                   |
| 張媛婷 | 鳳 凰           | 藝人，周勝龍女友，生活放縱，多疑善妒，但個性大方，敢愛敢恨                                                           |
| 康殿宏 | 周勝漢          | 周勝龍的哥哥，美國華僑                                                                                               |
| 李長安 | 潘製作          | 演藝界製作人 |
| 李全忠 | 導演            | 演藝界導演 |
| 黃宗寬 | 阿 洪           | 周勝龍手下 |
| 董正祥 | 阿 信           | 周勝龍手下 |
| 任中欽 | 小 柯           | 周勝龍手下 |
| 李承泰 | 程 偉           | 超商店員，曾為刑過同事                                                                                               |
| 苗蔚蘭 | 阿 秀           | 酒家女，猴子女友 |
| 張仲猶 | 暴露狂犯罪人    | |

## 情商客串
| 演員   | 角色名          | 角色簡介                                         |
| 李宗盛 | 李宗盛 ( 本人 ) | 歌壇界名作曲人，常青出道專輯的作曲人             |
| 湯蘭花 | 刑美麗          | 法國華僑，周勝龍之初戀情人，刑正輝之女，刑過之母 |
| 賴水清 | 老 游           | 江湖人物，為人狡詐                               |
| 雷鳴   | 周 父           | 周勝龍之父，美國華僑                             |
| 易原   | 吳大海          | 重情講義的黑道角頭                               |
| 柯素雲 | 朱燕妮          | 刑俊男之初戀情人                                 |
| 郎祖筠 | 馬小芬          | 刑俊男後來的女友                                 |

## 工作人員
第1集片頭工作人員表
- 監製：熊廷武
- 製作人：楊佩佩
- 企劃：丁琮鈴
- 編劇：博華（關展博、陳麗華）
- 導演：鞠覺亮

第1集片尾工作人員表
- 執行製作：王雲龍、楊曉玲
- 製作群：周健中、蕭素馨、黃慶煌、許進忠
- 造型設計：黃薇
- 化妝：閔歡美
- 化妝助理：劉素廷、梁美玲
- 服裝：劉美英
- 外景燈光：蘇良志
- 燈光助理：洪文燈
- 外景攝影：蕭碧村
- 攝影助理：李寶能、周至文
- 副導演：湯莉娟
- 場記：朱淑儀
- 剪接：游銀山
- 後製作剪輯：PPR工作小組
- 燈光：呂金獅
- 攝影：張炳欽、林獻舜、陳啟燦
- 成音：汪清教
- 技術指導：林健兒
- 音效：富國錄音
- 電腦美術：許琦鷺、王盛泰
- 美術指導：黃志鴻
- 美術助理：羅程山、王國川、謝俊明
- 副導播：李耀漢
- 助理導播：許燁美
- 導播：朱莉莉

## 歌曲
主題曲：〈壯志在我胸〉（第1集片頭曲兼片尾曲，第2集起各集片頭曲）
作詞、作曲：李宗盛；主唱：成龍
第2集以後各集片尾曲：〈聰明糊塗心〉
作詞、作曲：鄭華娟；主唱：陳淑樺